# Битка при Регилското езеро
Битката при Регилското езеро (на латински: Regillus lacus) се състои през V век пр.н.е., вероятно през 499 пр.н.е., 496 пр.н.е. или 493 пр.н.е. при езерото Лаго Реджило близо до древния град Тускулум, на 4 км северно от днешния град Фраскати и е решителната битка в Първата латинска война. Войната е между Римската република с Латинския съюз.
При битката латинската кавалерия с командир бившия римски цар Луций Тарквиний Горди, синът му Секст Тарквиний и генерал Октавий Мамилий са победени от хоплитската войска на римляните, водени от диктатора Авъл Постумий Алб Региленсис, а началник на конницата е Тит Ебуций Хелва.

## Ход на битката
В началото на битката Тарквиний Горди е ранен след като се опитва да атакува Постумий Алб; междувременно Хелва атакува латинския генерал Октавий Мамилий, но е ранен в ръката, а самия Мамилий получава рана в гърдите.
Силите на Горди, съставени от римски изгнаници, лека полека започват да изтласкват римляните и Марк Валерий Волуз (консул от 505 пр.н.е.) е убит с копие, когато се опитва да нападне Секст Тарквиний. След това Постумий Алб изпраща собствените си бодигардове да се включат в битката. Октавий Мамилий е убит от Тит Херминий в последвалата сражение, a когато взема оръжието на убития, самият Херминий е убит от хвърлено копие. Постумий нарежда на конниците да слязат от конете и да атакуват пеш, което скоро принуждава латините да предприемат отстъпление. Лагерът на латините е превзет и плячкосан.
Постумий Алб и Хелва се връщат в Рим и празнуват триумф. Сключва се мирен договор (foedus Cassianum).

## Легенда
Според легендата римският диктатор и генерал Авъл Постумий Алб Региленсис обещава на почитаните от латините Диоскури (Кастор и Полидевк), пазители на конете и конниците, да им издигне храм и култ, ако те са на страната на римляните. Легендата разказва, че Диоскурите се явили по време на битката предрешени като млади конници и помагат за победата на римляните. След това на Форум Романум, където поят конете си на извора на Ютурна (Lacus Iuturnae), близо до по-късния храм на Диоскурите (Aedes Castoris) съобщават за победата на римляните. След успехът в битката римляните строят обещания храм и го освещават през 484 пр.н.е..